# Ivan II. Poljski
Ivan II. Kazimir (poljsko: Jan II Kazimierz Waza), kralj Poljske, veliki knez Litve, * 22. marec 1609, Krakov, † 16. december 1672, Nevers.
Ivan II. Kazimir je bil vladar poljsko-litvanske unije v obdobju 1648-1668. Njegovo vladanje je zaznamovala huda kriza države, ki jo zgodovinarji imenujejo kar potop; po uporu Kozakov v Ukrajini, vojnah z Rusi in Švedi ter njihovimi zavezniki, je prišlo še do notranjega spopada - državljanske vojne, ki je dokončno opustošila obubožano in ozemeljsko zmanjšano državo z razredčenim prebivalstvom in ji odvzelo ves mednarodni ugled.

## Pred nastopom vladarskega položaja
Ivan II. Kazimir je bil sin poljskega kralja Sigismunda III. in njegove druge žene Konstance Avsrijske Rasel je v senci svojega štirinajst let starejšega polbrata Vladislava. Po značaju je bil zaprt in neprijazen, ni maral politike in si na dvoru in pri šlahti ni ustvaril ugleda. Že v bitki pri Smolensku (1633) pa je pokazal, da ima talent za vojaško poveljevanje.
Nekaj časa je služil v cesarski vojski. Leta 1638 se je napotil v vojaško službo v Španiji, a so ga v Franciji agenti kardinala Richelieua zajeli in ga vtaknili v zapor. Izpustili so ga šele leta 1640, ko je brat, poljski kralj Vladislav IV. obljubil, da se ne bo nikdar spustil v vojno s Francijo.
Ivan Kazimir je leta 1642 potoval po Evropi. Naslednje leto je stopil med jezuite, a čez tri leta spoznal, da cerkveno življenje ni zanj, se vrnil na Poljsko in leta 1647 izstopil iz meniškega reda, da bi bil na razpolago za volitve poljskega kralja (njegov polbrat je bil že bolan). Računal je na podporo pristašev habsburške stranke med poljskim plemstvom.

## Vladar Poljske-Litve
Po smrti Vladislava IV. je Habsburžanom naklonjeni tabor v sejmu pod vodstvom visokega plemiča in diplomata Jerzyja Ossolińskega maja 1648 dejansko izvolil Ivana Kazimirja za njegovega naslednika. Poročil se je s polbratovo vdovo Marijo Luizo Gonzaga (poljsko: Maria Ludwika, †1667), ki mu je bila v veliko oporo.
Vladanje Ivana II. Kazimirja sovpada z obdobjem velike krize poljsko-litvanske države, ki je v zgodovini dobila poimenovanje potop (1648-67). V tem času je država doživela v Ukrajini vstajo Kozakov, ki so si želeli samostojno državo, vojno napoved Rusov, ki je vodila v rusko-poljsko vojno (1654-55 in 1658-67), invazijo Švedske (1655-57) in nazadnje še državljansko vojno (1665-66), ki je dokončno uničila državo in ji vzela ves mednarodni ugled.
Kralj se je trudil in je večkrat posegel v ta dogajanja:
- Ko se je avgusta 1649 kozaško-tatarska vojska bližala Lvovu je pripomogel do preobrata v vojni, ko je pred spopadom vojska pri Zborówu s primernimi besedami v pismu (in verjetno ugodno denarno ponudbo) uspel prepričati tatarskega kana, da je zapustil bojišče in Kozake pustil na cedilu.
- Ko so se leta 1656, po švedski okupaciji zahodnega dela poljsko-litvanske države, domoljubi iz vrst kmetov, meščanov in plemstva začeli upirati in ponovno osvajati ozemlja, je kralj 1. aprila v katedrali v Lvovu med slavnostno mašo, ki jo je vodil papeški legat Pietro Vidoni, izročil svojo državo v varstvo Mariji Devici, ki jo je imenoval poljsko kraljico. Da bi ljudstvo vzpodbudil k nadaljevanju upora, je zelo na splošno obljubil, da bo poskrbel za izboljšanje življenja podložnikov (lvovske obljube).
- Kralj je večkrat osebno vodil vojsko, tako jo je tudi leta 1663 popeljal preko Dnepra v boj proti Rusiji.

V splošnem pa Ivan II. Kazimir ni bil kos dogodkom in ni imel ugleda med plemstvom, ki bi lahko umiril in stabiliziral notranjepolitični položaj (tega pa niso mogli tudi njegovi bolj karizmatični predhodniki). Tudi njegova francoska žena je za plemstvo predstavljala moteč element.
Ivan II. Kazimir je bil z mirom v Olivi (1660) prisiljen odpovedati se zahtevi po švedskem prestolu, ki so jo dotlej poljski kralji postavljali kot dediči švedskega kralja Ivana III.
Po miru v Andrusovem (1667), v katerem je Poljska-Litva v korist Rusije izgubila veliko ozemlja, je kralj prevzel svoj del odgovornosti in se septembra 1668 odpovedal prestolu. Odpotoval je v Francijo, kjer je užival zaščito kralja Ludvika XIV. Ponovno se je pridružil jezuitom in postal naslovni opat v opatiji Saint-Germain-des-Pres v Parizu. Umrl je decembra 1672.
V poljskem sejmu je bil za novega poljskega kralja izvoljen Michał Korybut Wiśniowiecki, potomec, Korybuta, brata Vladislava II. Jagiela, ki pa tudi ni bil kos poljskim notranjim razprtijam. Po njegovi smrti leta 1674 je postal poljski kralj v bojih s Turki proslavljeni Jan Sobieski.